# Alberto Gavalda
Alberto Gavalda (Zaragoza, España, 5 de noviembre de 1992) es un atleta español especializado en la prueba de 200 m, en la que consiguió ser subcampeón mundial juvenil en 2009.

## Carrera deportiva
En el Campeonato Mundial Juvenil de Atletismo de 2009 ganó la medalla de plata en los 200 metros, con un tiempo de 21.33 segundos, tras el granadino Kirani James (oro con 21.05 segundos) y por delante del estadounidense Keenan Brock (bronce con 21.39 segundos).